# Charles-Antoine Bridan
Charles-Antoine Bridan (Ravières, 31 luglio 1730 – Parigi, 28 aprile 1805) è stato uno scultore francese.

## Biografia

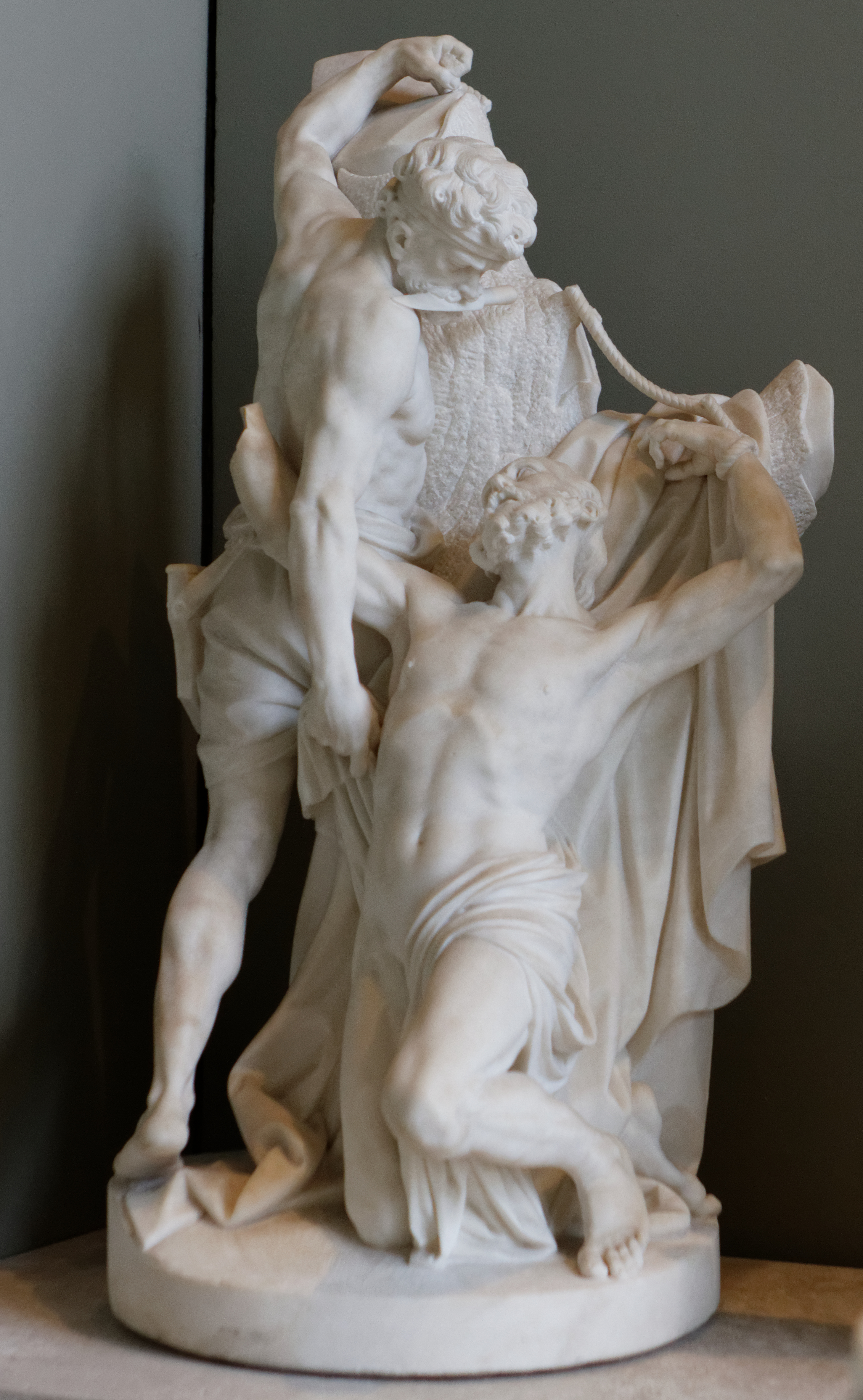
Martirio di san Bartolomeo (1779), Parigi, Museo del Louvre

Allievo di Jean-Joseph Vinache, Charles-Antoine Bridan vinse il secondo premio per la scultura nel 1753 con Davide che consegna i figli di Saul ai gibeoniti e il primo premio nel 1754 con La strage degli innocenti. Nel 1756 entra all'École royale des élèves protégés. Rimane in Italia come collegiale presso l'Accademia di Francia a Roma fino al 1762. Approvato dall'Académie al suo ritorno in Francia, diventa Accademico nel 1772 con il gruppo marmoreo del Martirio di san Bartolomeo.
Il 30 dicembre 1780 viene nominato professore di scultura all'Accademia Reale di Pittura e Scultura e confermato il 7 novembre 1795, in sostituzione di Étienne Maurice Falconet. Anche il figlio Pierre-Charles Bridan fu uno scultore.
Tra i suoi allievi più importanti, oltre al figlio, vi fu anche Jean-Pierre Cortot.

## Opere nelle collezioni pubbliche
- Aix-en-Provence, Museo Granet:
  - Mausoleo di Jean-Baptiste Boyer, marchese d'Argens, marmo; trasferito dalla chiesa Notre-Dame de la Seds alla cappella carmelitana, poi al municipio e infine all'antico priorato di Malta nel 1828.

- Chartres:
  - Cattedrale di Notre Dame:
    - Assunzione, 1772, gruppo in marmo di Carrara sull'altare maggiore[2];
    - Episodi della vita della Vergine, 1788, otto bassorilievi in marmo, racchiusi in una cornice di marmo blu turchese, due dei quali furono trasferiti al Museo di Belle Arti di Chartres durante la demolizione del pontile della cattedrale;
    - Altorilievo Cristo e la Maddalena, marmo, 1781, altezza 211 cm, cappella assiale degli apostoli dell'ambulacro, proveniente dall'ex seminario maggiore di Grand Beaulieu-les-Chartres;

  - Chiesa di San Pietro: Vergine dalla cappella assiale del deambulatorio, marmo, dalla cappella dell'ex vescovado[3].
  - Museo delle Belle Arti:
    - La Fedeltà, Salon del 1775, gesso (inv. 10223);
    - Fanciullo con uccello, Fanciulli con capra, Fanciulla con nido, terracotta (inv. 5965, 99.6.1, 5964);
    - L'Imene, gesso, altezza 157 cm, opera relativa a La Fedeltà, collezione del dipartimento depositata al museo dal 1837.

Opere di Charles-Antoine Bridan a Chartres
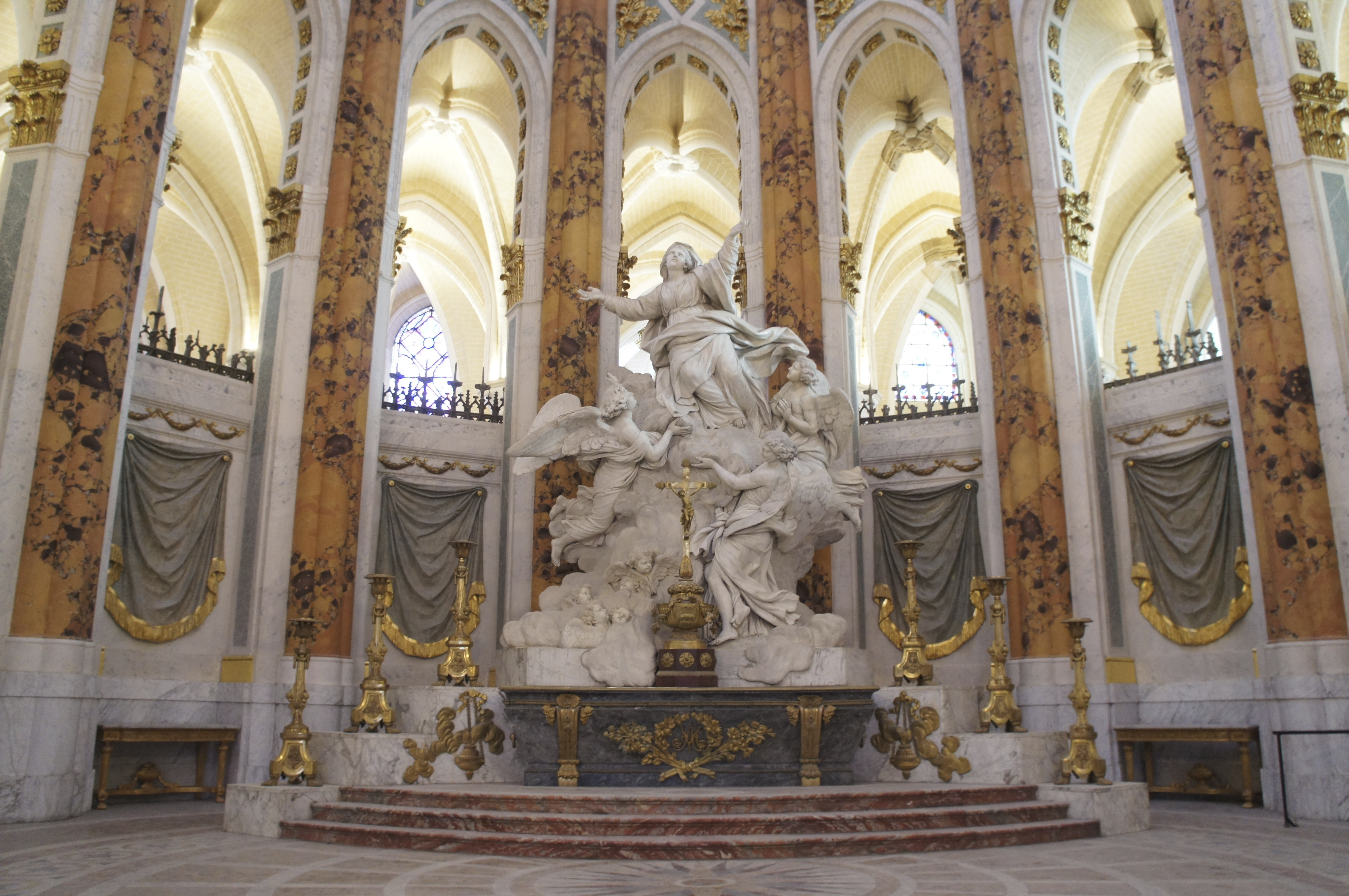
Assunzione, 1772, altare maggiore della cattedrale
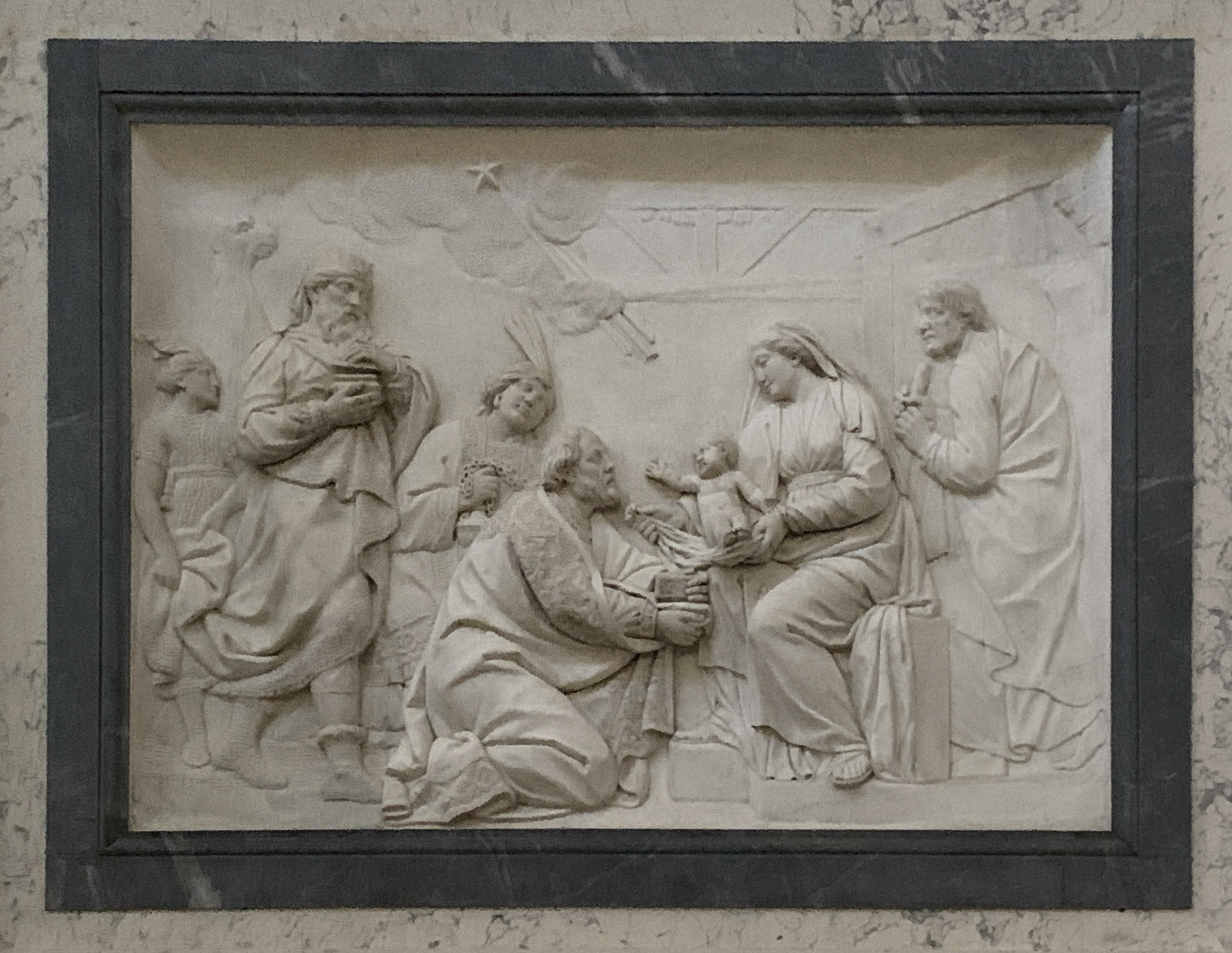
Adorazione dei Magi, 1788, coro della cattedrale
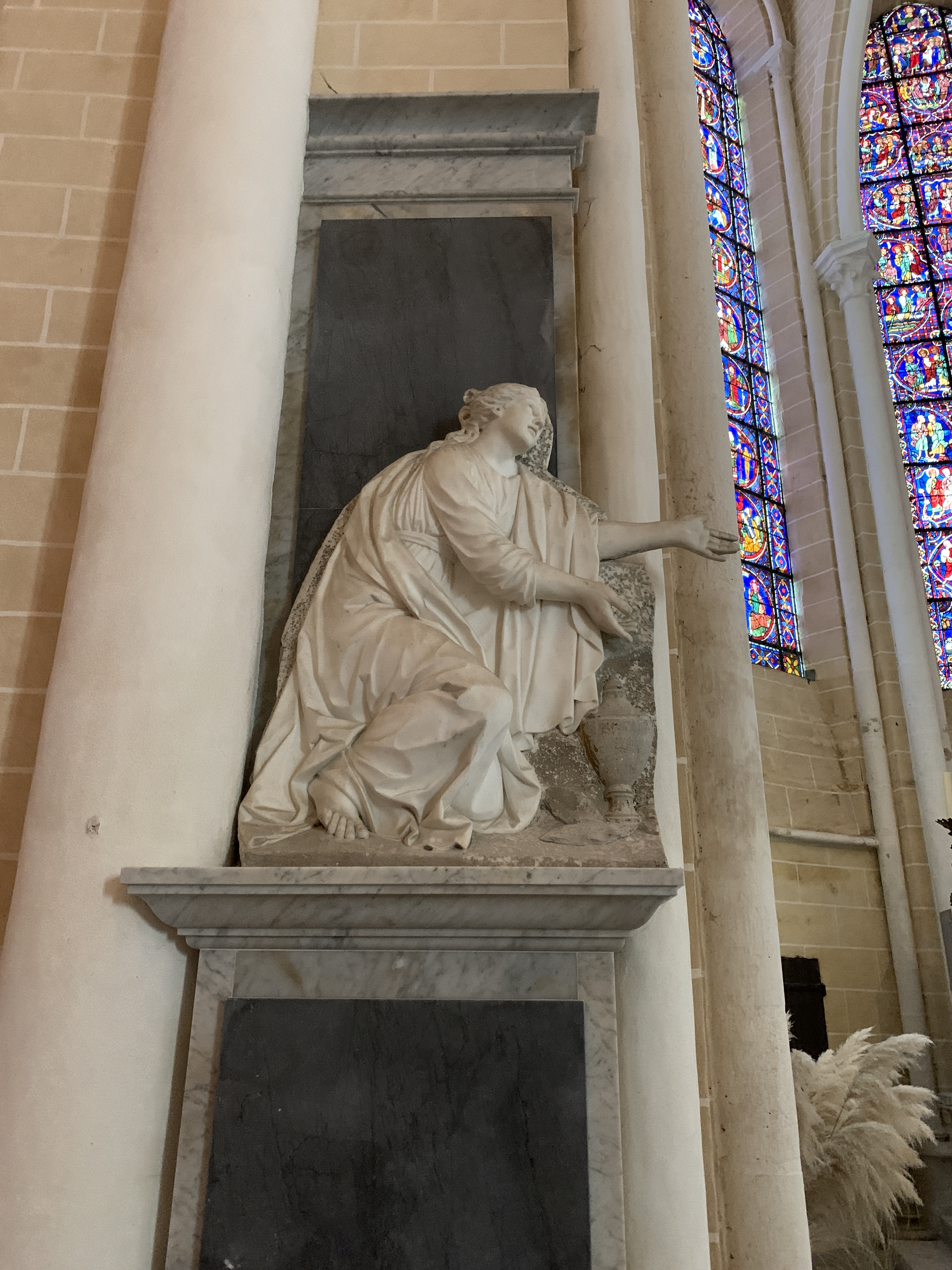
La Maddalena, cappella degli apostoli
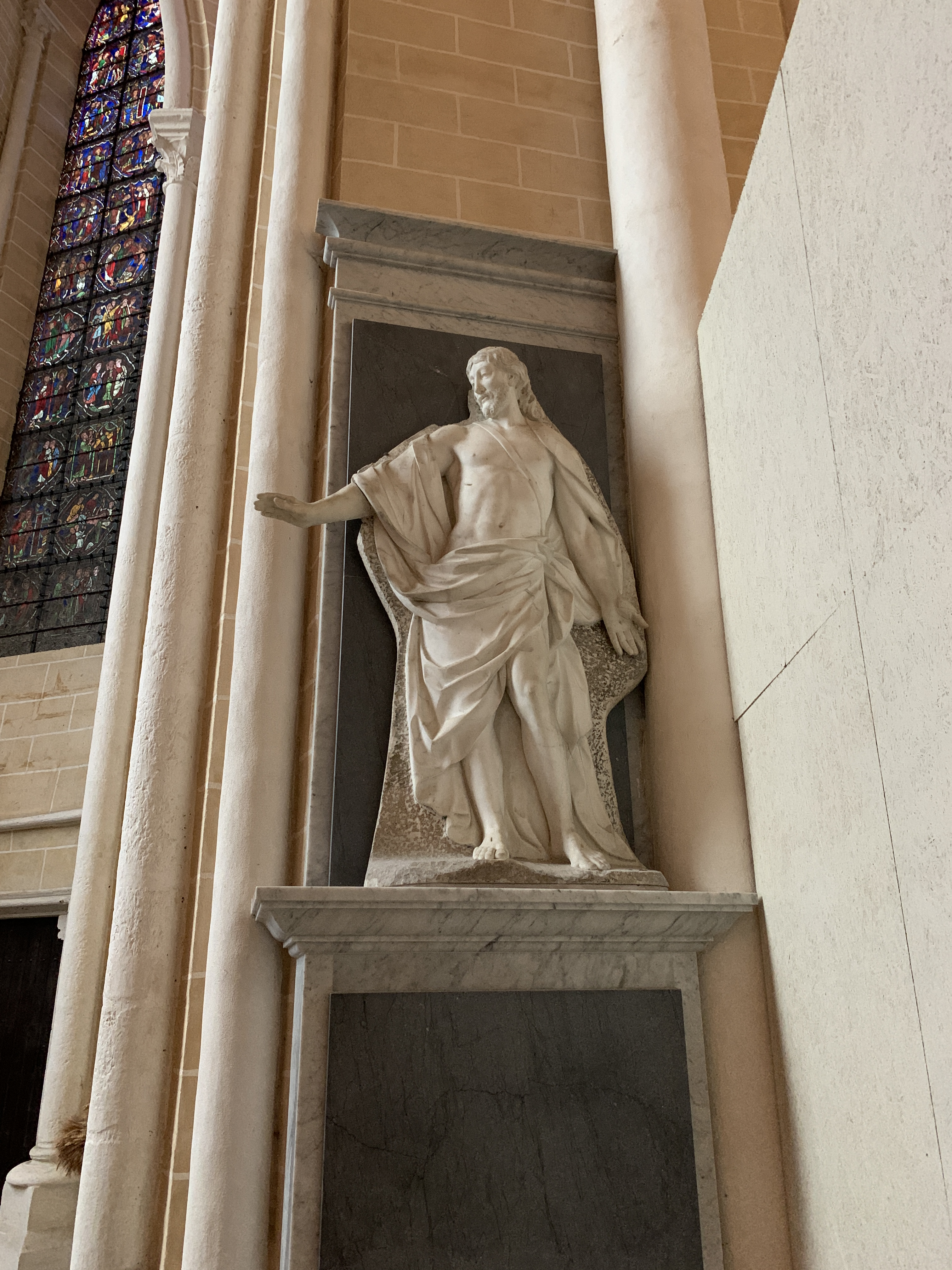
Cristo, cappella degli apostoli
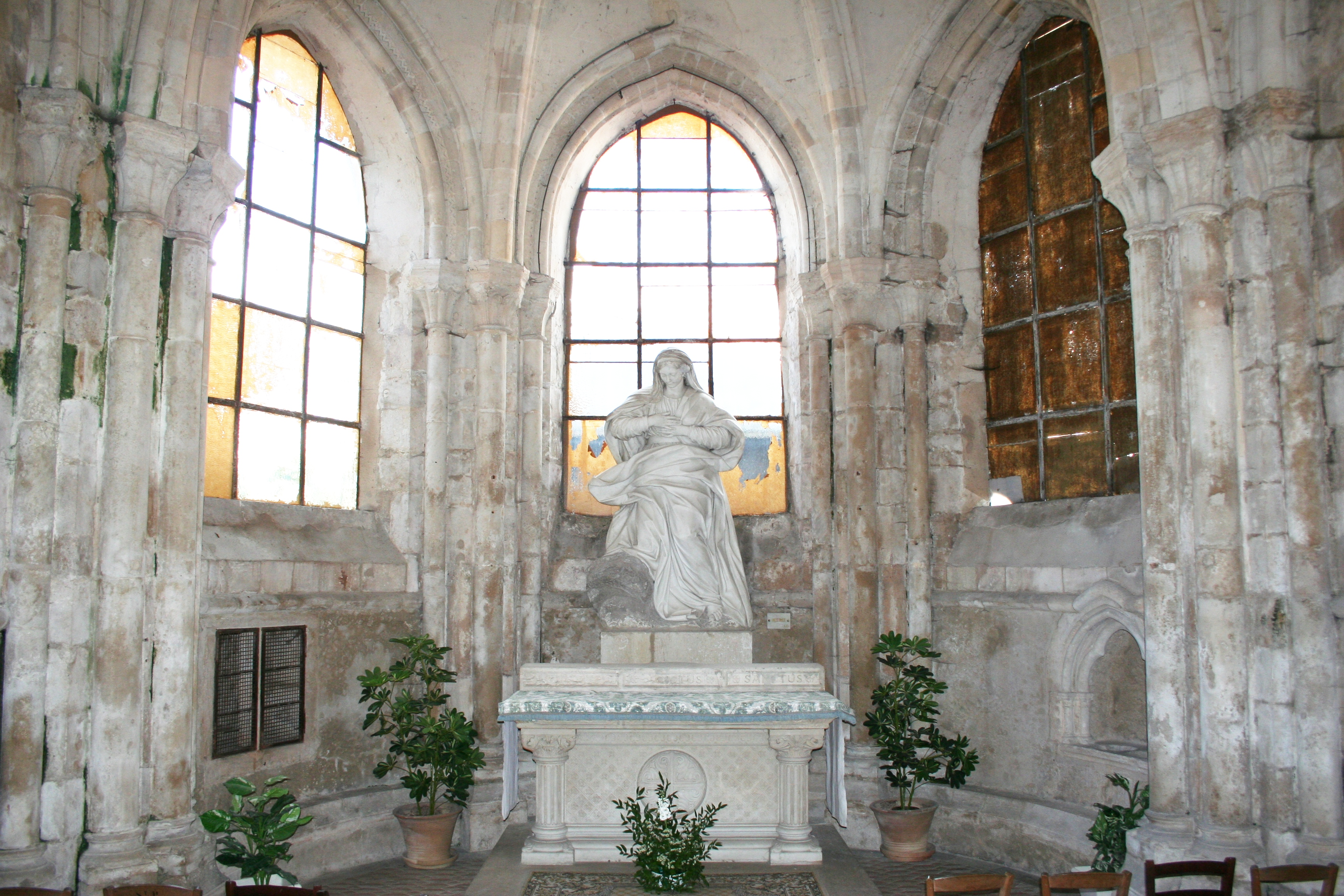
La Vergine, Chiesa di san Pietro
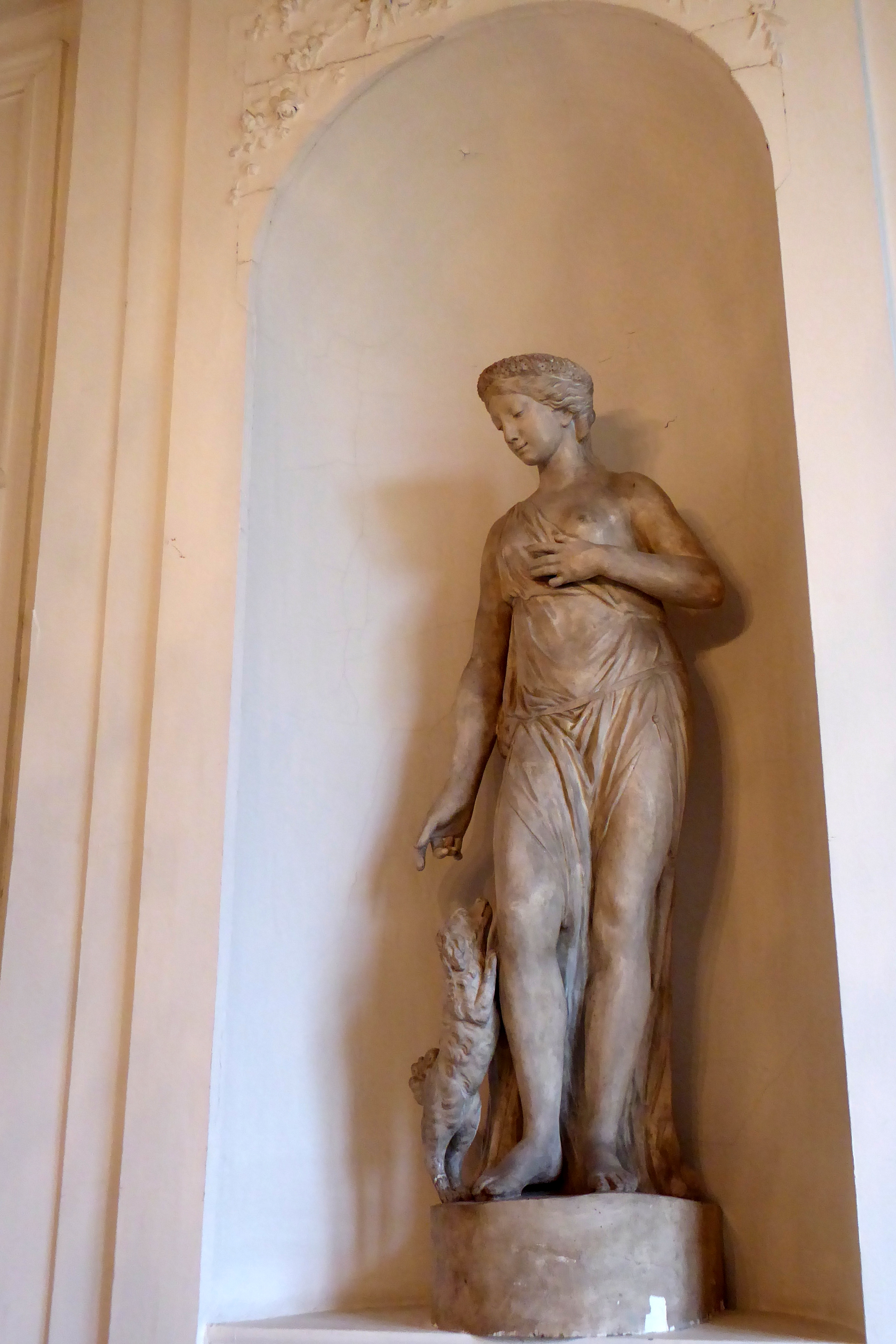
La Fedeltà, 1775, Museo delle Belle arti
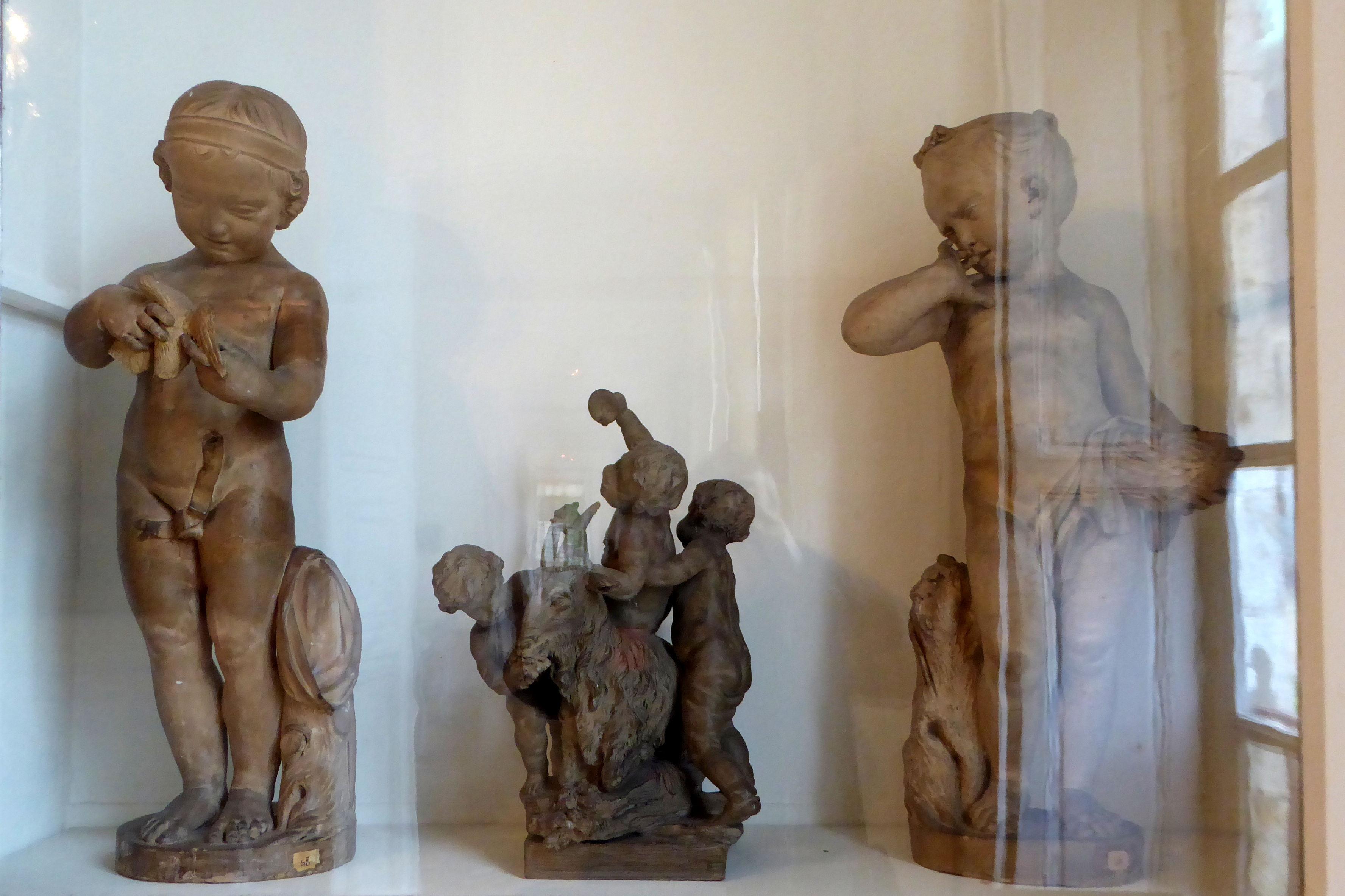
Terrecotte, Museo delle Belle arti

- Orléans, Museo delle Belle Arti:

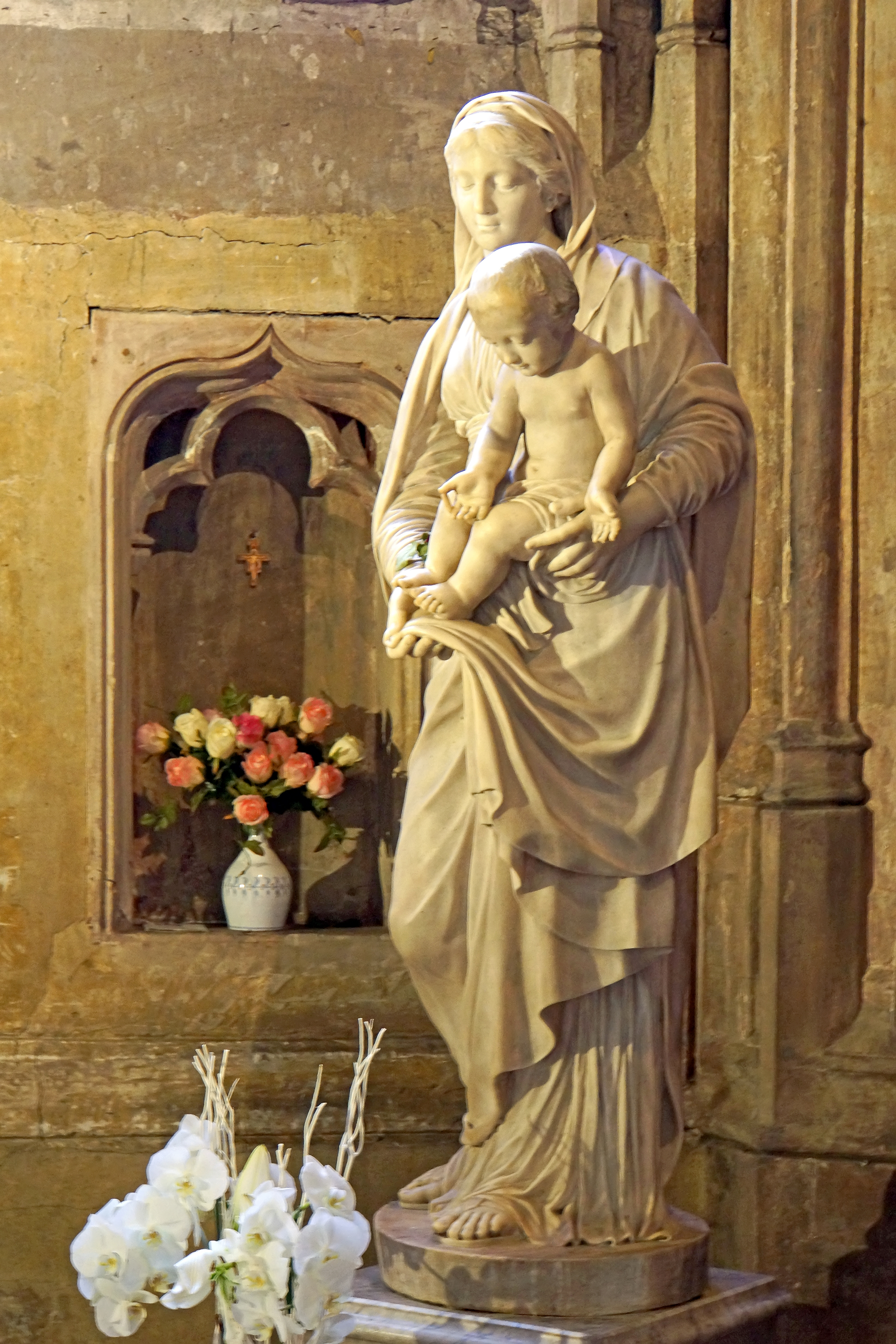
Vergine col Bambino, Chiesa di san Severino, Parigi.

  - Bambino con uccello, 1780-1800 circa, marmo.

- Parigi:
  - Chiesa di Saint-Séverin: Madonna col Bambino, marmo, altezza 200 cm;
  - Hôpital Cochin: Abate Jean-Denis Cochin, commissionato dallo Stato nel 1803, busto in marmo del fondatore dell'omonimo ospedale;
  - Giardini di Lussemburgo: Vulcano presenta le armi da lui forgiate, 1781, ai piedi della scalinata della grande vasca[4];
  - Giardino delle Tuileries, Arco di Trionfo del Carrousel: Cannoniere (terzo da sinistra, lato Tuileries);
  - Museo del Louvre: Il Martirio di San Bartolomeo, 1772, gruppo marmoreo.

- Versailles, Museo di storia della Francia:
  - Vauban, Maresciallo di Francia, 1785, statua in marmo ;
  - Joseph François Dupleix, 1787 circa, busto in marmo ;
  - Bayard, statua;
  - Montaigne, busto in marmo.

Opere di Charles-Antoine Bridan
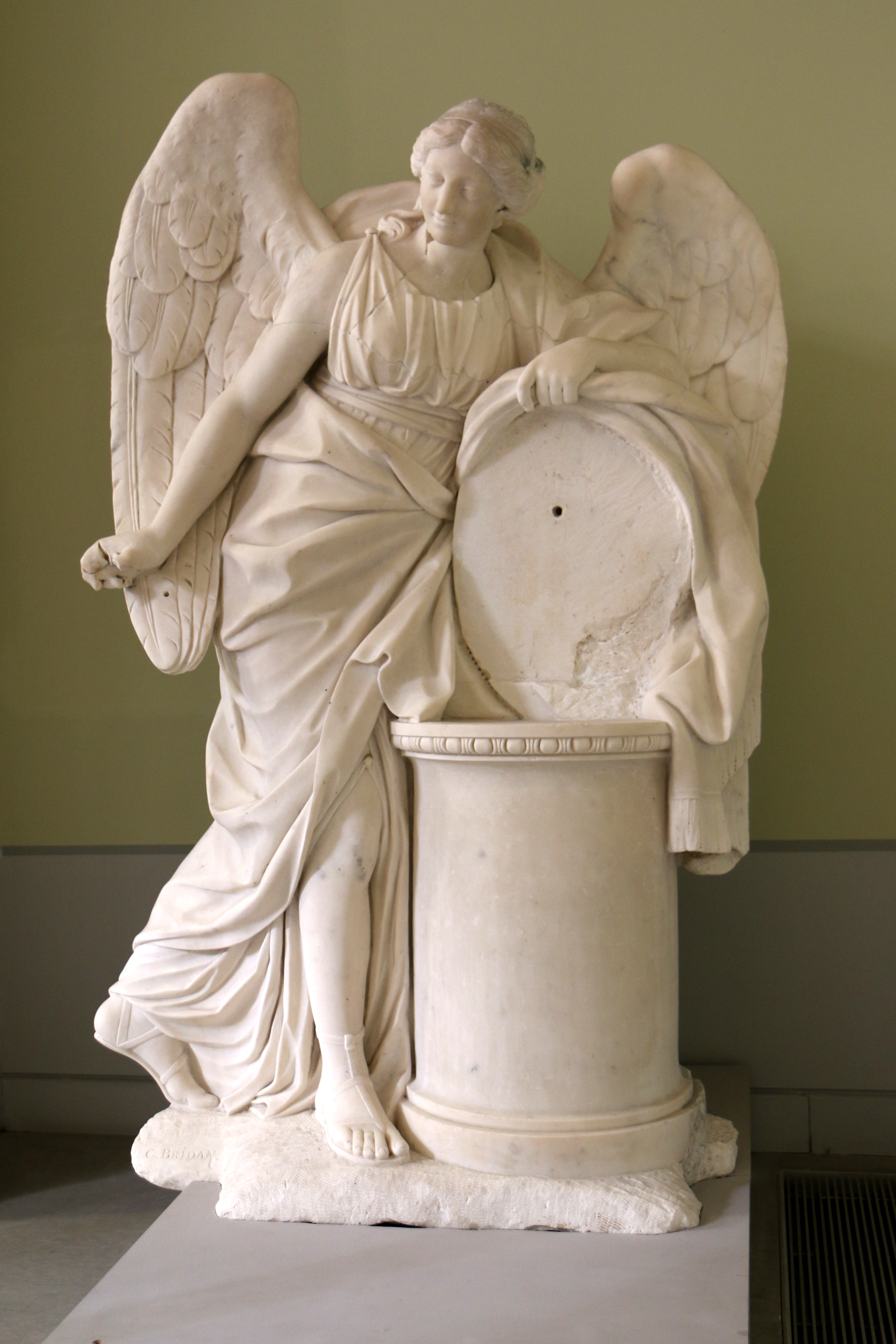
Mausoleo di Jean-Baptiste Boyer d'Argens, 1775, Aix-en-Provence, Museo Granet
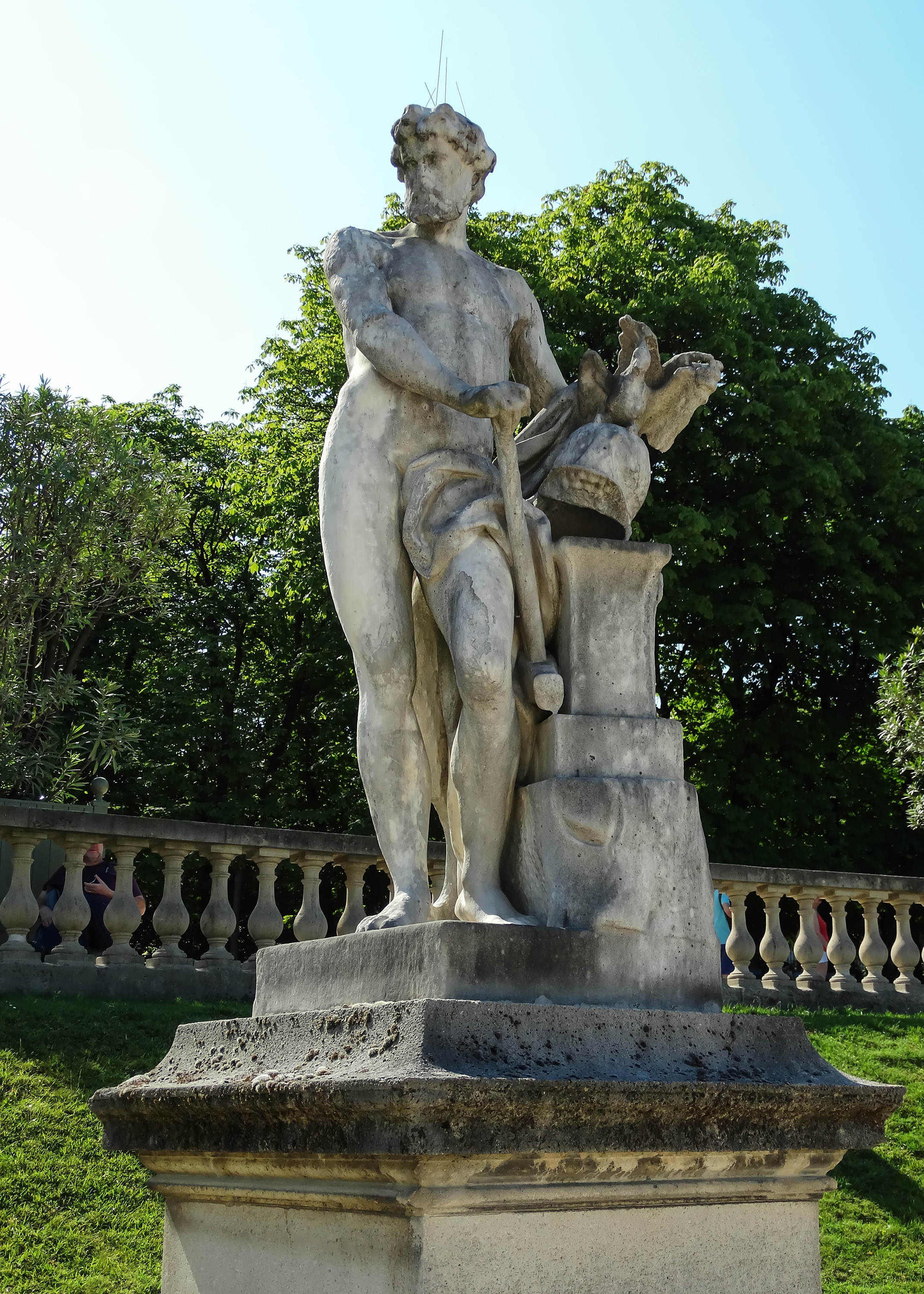
Vulcano, 1781, Parigi, Giardini del Lussemburgo
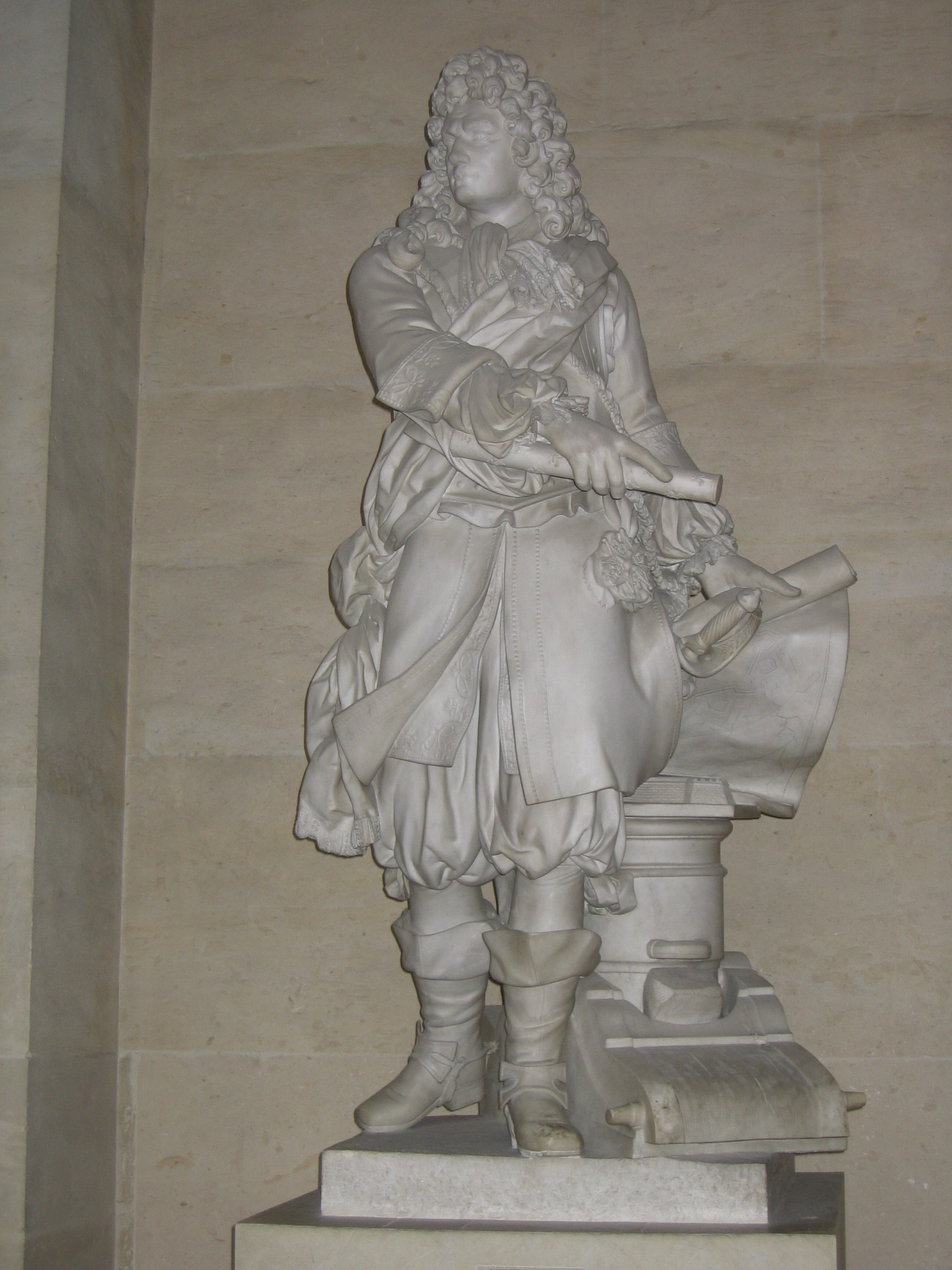
Vauban, maresciallo di Francia, 1785, Versailles, Museo di storia della Francia
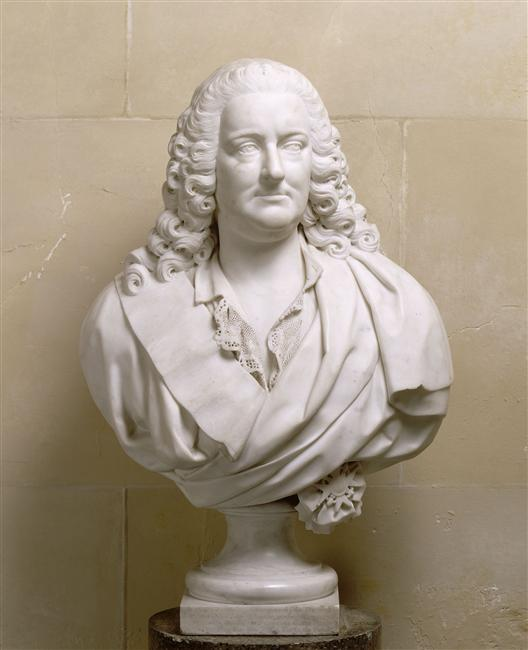
Joseph-François Dupleix, 1787 circa, Versailles, Museo di storia della Francia

Statue realizzate da opere di Bridan
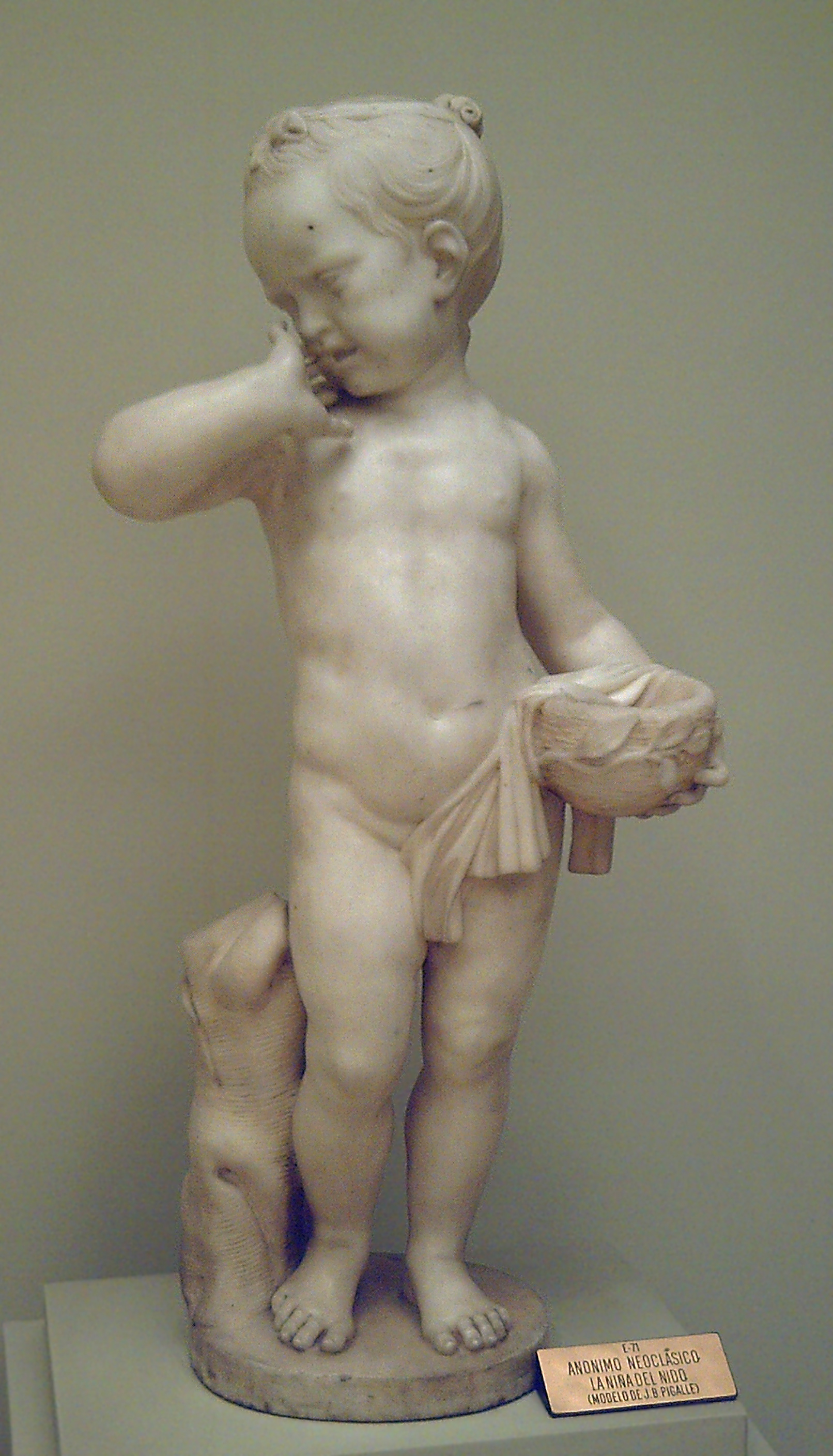
Anonimo, Fanciulla con in mano un nido, Madrid, Real Accademia di Belle arti di san Ferdinando
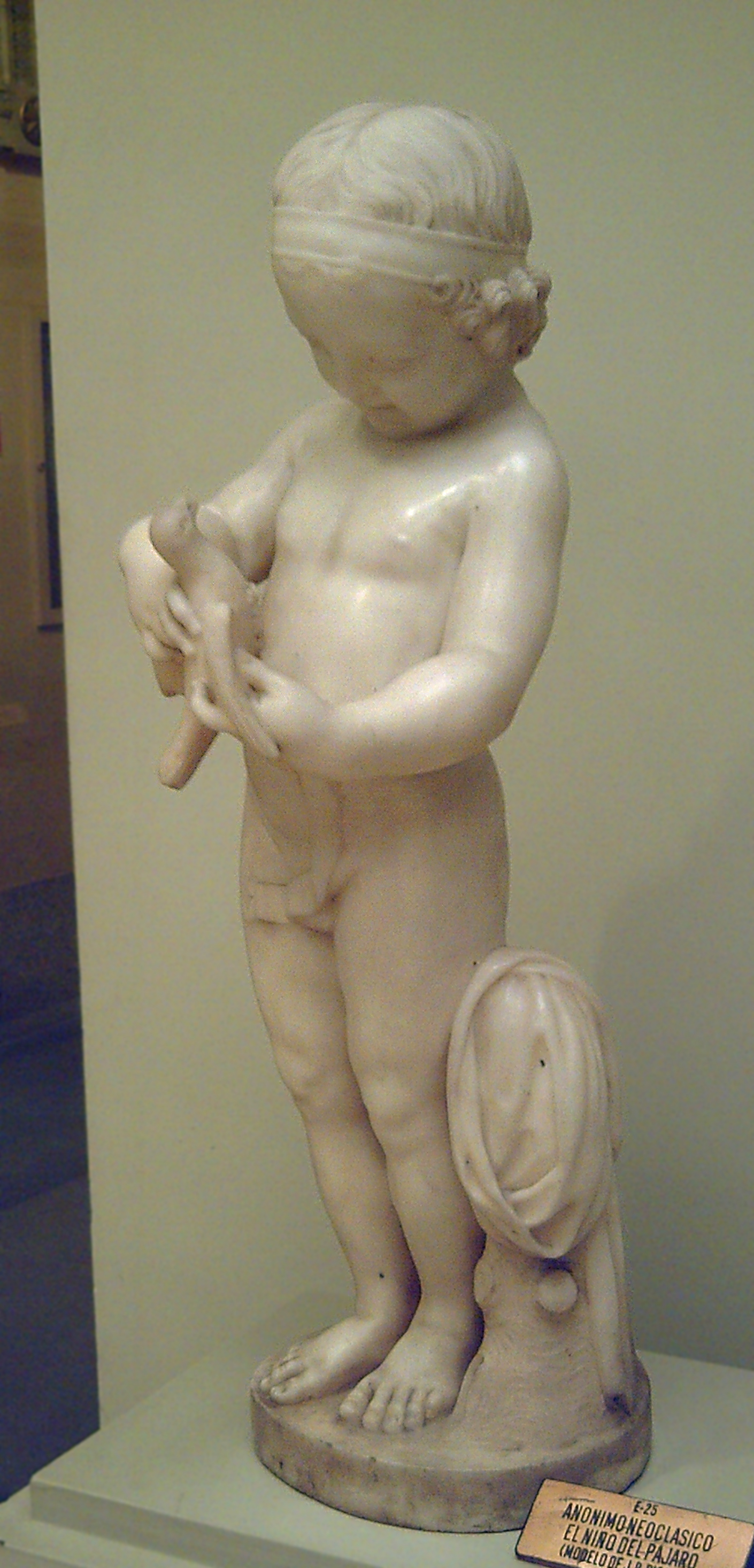
Anonimo, Fanciullo con in mano un uccello, Madrid, Real Accademia di Belle arti di san Ferdinando